# Пудлувек
Пудлувек (пол. Pudłówek) — село в Польщі, у гміні Поддембиці Поддембицького повіту Лодзинського воєводства.
Населення — 109 осіб (2011).
У 1975-1998 роках село належало до Серадзького воєводства.

## Демографія
Демографічна структура станом на 31 березня 2011 року:
|          | Загалом | Допрацездатний вік | Працездатний вік | Постпрацездатний вік |
| -------- | ------- | ------------------ | ---------------- | -------------------- |
| Чоловіки | 55      | 8                  | 37               | 10                   |
| Жінки    | 54      | 7                  | 34               | 13                   |
| Разом    | 109     | 15                 | 71               | 23                   |